# أوتندورف
أوتندورف (بالألمانية: Uttendorf) هي بلدية في منطقة زيلامسي بولاية زالتسبورغ، النمسا.